# Polygala myrtifolia
Polygala myrtifolia är en jungfrulinsväxtart som beskrevs av Carl von Linné. Polygala myrtifolia ingår i släktet jungfrulinssläktet, och familjen jungfrulinsväxter. Utöver nominatformen finns också underarten P. m. pinifolia.

## Bildgalleri

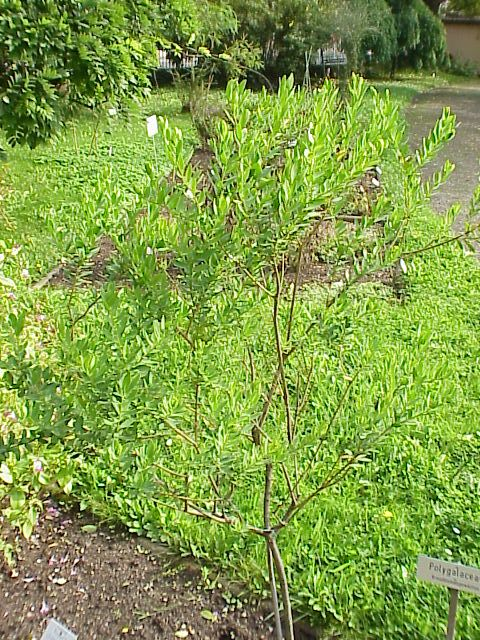
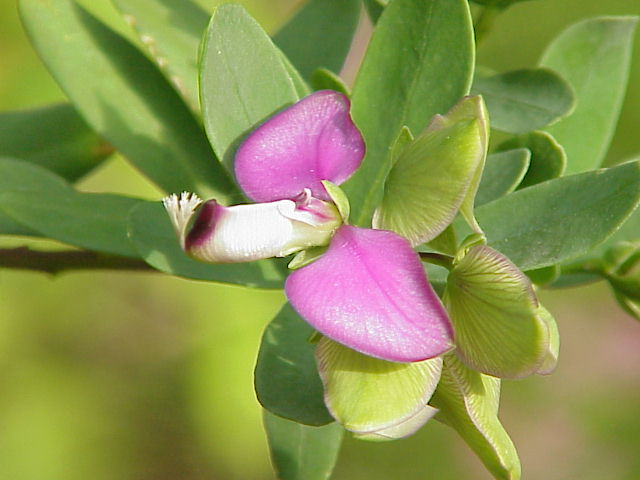
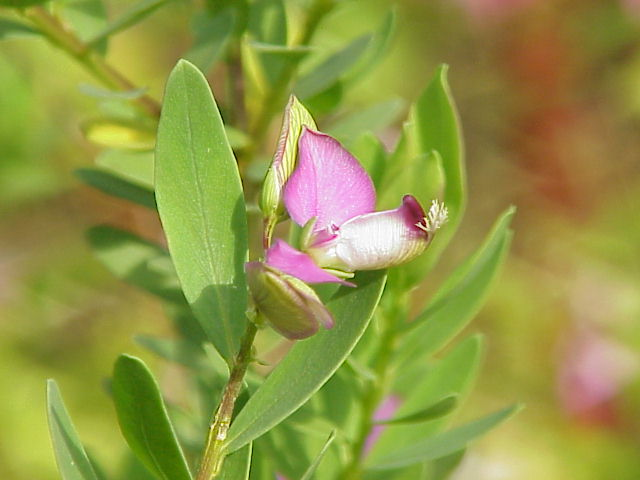
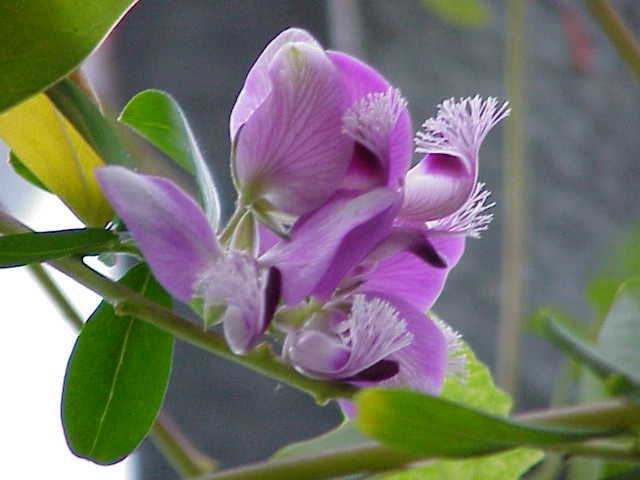
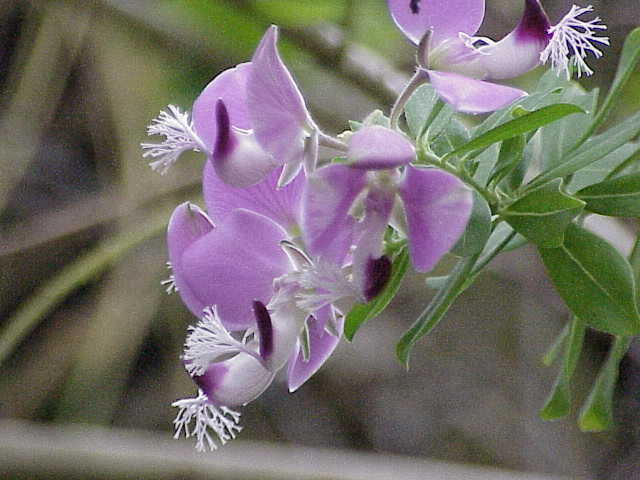
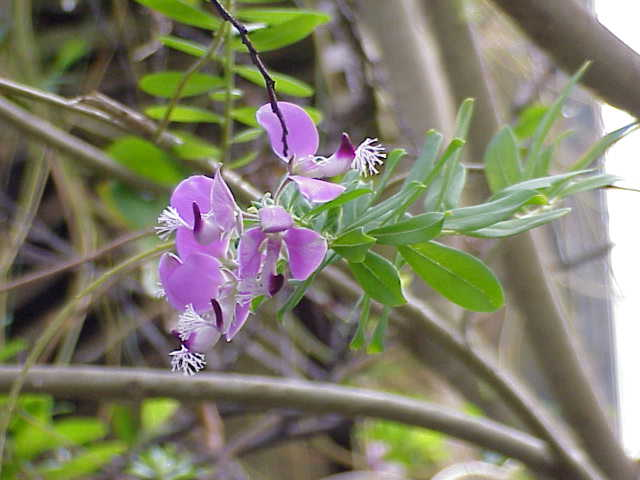